# Ucieczka przed cieniem
Ucieczka przed cieniem (cz. Útěk ze stínu) – czechosłowacki czarno-biały film dramatyczny z 1959 w reżyserii Jiřiego Sequensa. 

## Obsada
- František Smolík jako farmaceuta Kout
- Lída Vendlová jako Marta, córka Kouta
- Stanislav Remunda jako kreślarz Jirka Kučera
- Josef Bek jako inż. Karel Kadlec, kierownik warsztatu samochodowego
- Renata Olárová jako aptekarka Věra
- Milena Asmanová jako aktorka Jiřina
- Jaroslava Adamová jako Irena, sekretarka
- Růžena Lysenková jako Marie
- Oldřich Vykypěl jako Jožka
- Světla Svozilová jako matka Věřy
- Václav Kaňkovský jako kierownik sklepu z instrumentami muzycznymi
- Svatopluk Skládal jako Mrázek
- Ladislav Trojan jako Pavel
- Josef Kemr jako Kadavý
- Miloš Willig jako lekarz
- Oldřich Hoblík jako inżynier na budowie
- Jindřich Narenta jako nabywca fortepianu
- Pavla Maršálková jako klientka sklepu z instrumentami muzycznymi
- Bedřich Veverka jako kelner w kawiarni
- Ludmila Roubíková jako najemca
- Jaroslav Orlický jako sąsiad

## Nagrody
- 1959: Międzynarodowy Festiwal Filmowy w Moskwie – Złoty Medal[1]